# Alo Mattiisen
Alo Mattiisen (Jõgeva, 22 aprile 1961 – Tallinn, 30 maggio 1996) è stato un cantante estone.

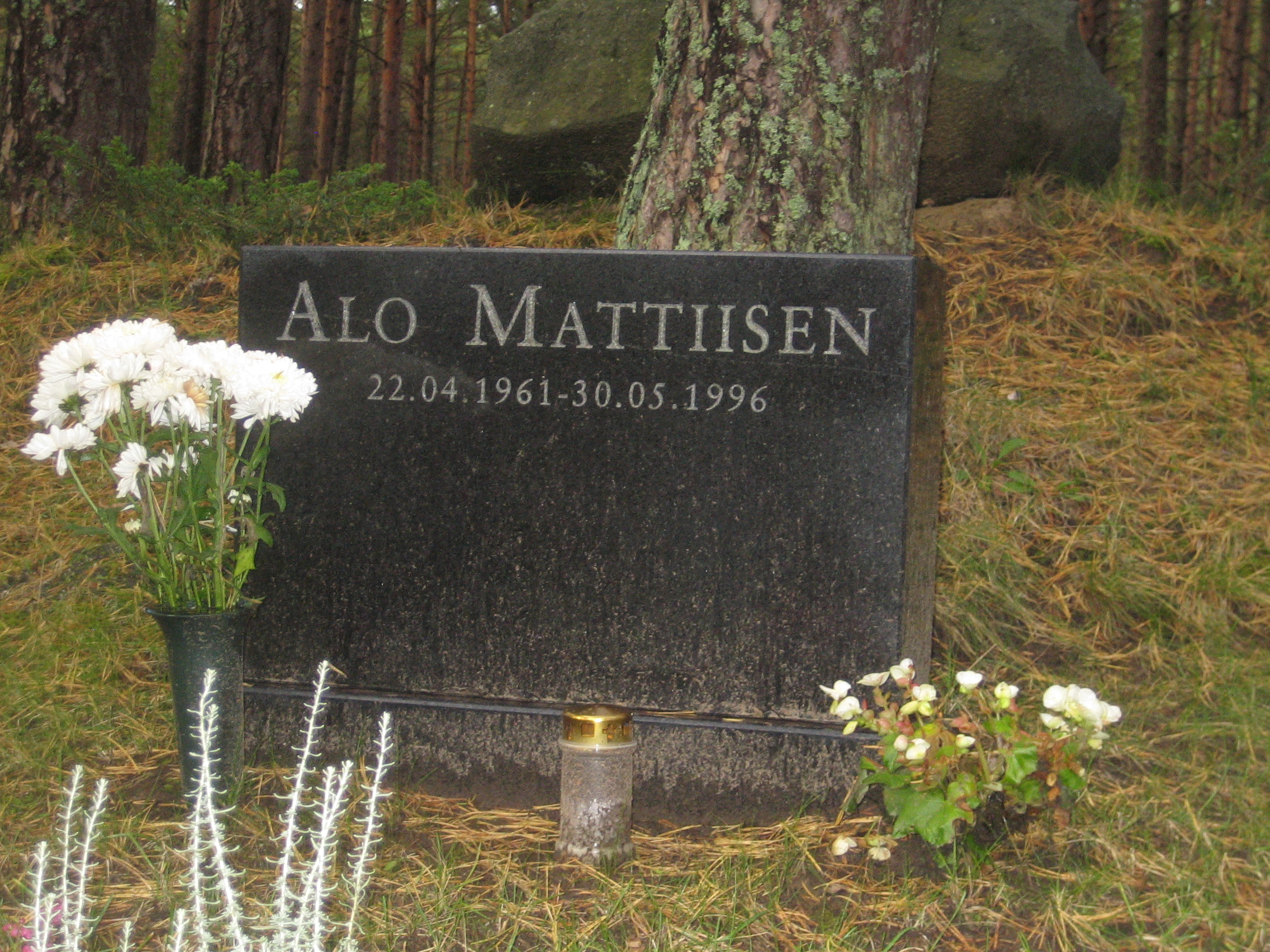
Tomba di Alo Mattiisen

Alo Mattiisen si è diplomato al conservatorio di Tallinn nel 1984 come insegnante di musica, e come compositore nel 1988.
In patria è riconosciuto come il cantante dell'indipendenza estone e il più seguito cantautore della fine degli anni ottanta. Alcune sue melodie incarnano il sentire patrio estone ed alcune di queste sono il simbolo della Rivoluzione cantata.
La canzone Isamaa ilu hoieldes è l'opera più rappresentativa di Alo Mattiisen ed è considerata l'inno spirituale dell'Estonia.